# Martin Donnelly
Hugh Peter Martin Donnelly (Belfast, 26 de março de 1964), é um automobilista britânico nascido na Irlanda do Norte.

## Carreira
Entre 1983 e 1988, Donnelly correu na Fórmula Ford Irlandesa, Fórmula 3 Britânica, Fórmula Ford 2000 (séries Britânica e Europeia) e EFDA F3 Euroseries, além de ter competido no Mundial de Sportscar e na SAT 1 Supercup. Neste período, teve destaque na Fórmula 3000, quando representou a Jordan Racing na segunda metade da temporada de 1988 e a temporada completa no ano seguinte, com 6 pódios conquistados (3 vitórias, 2 segundos lugares e um terceiro). Ainda participou da versão japonesa da categoria em 1989, disputando ainda o Campeonato Japonês de Esporte-Protótipos.

## Fórmula 1

### Única prova pela Arrows
Donnelly chegou à Fórmula 1 em 1989, quando substituiu o experiente Derek Warwick no GP da França, chegando em 12º lugar.

### Lotus
Em 1990, assinou com a equipa Lotus, tendo como companheiro de time Derek Warwick, a quem substituíra no ano anterior. Mesmo tendo se classificado em 19º no GP dos Estados Unidos, não conseguiu largar devido a problemas na caixa de marchas de seu carro.
Apesar de não possuir um monoposto rápido (o motor Lamborghini V12 era muito propenso a quebras), Donnelly conseguia algumas performances de destaque - seu melhor resultado foi um sétimo lugar no 1990, quando apenas os 6 primeiros pontuavam - até a F-1 chegar a Jerez de la Frontera, na Espanha. Foi neste momento que sua carreira mudou radicalmente.

### A tragédia de Jerez
Nos treinos livres do GP da Espanha, Donnelly sofreu um terrível acidente a mais de 270 km/h, potencialmente fatal. O Lotus 102 do norte-irlandês bateu violentamente no guard-rail, e ficou totalmente destruído. Donnelly foi arremessado junto com o assento do carro a 30 metros do local do acidente, ficando imóvel até a chegada dos médicos. Seu capacete ficou rachado com a força da batida.
O piloto estava com as pernas retorcidas, claramente mostrado na televisão. A primeira impressão era a de que ele não teria sobrevivido. Esperava-se o pior. O norte-irlandês sofreu graves lesões nas pernas, traumatismo craniano e chegou a perder muito sangue, sendo transferido a um hospital de Sevilha, iniciando um longo processo de recuperação. Nunca mais pôde participar de competições de alto nível como piloto. 
Em 1993, Eddie Jordan, dono da equipa que levava seu sobrenome na Fórmula 1 e por onde Donnelly correu na Fórmula 3000, deu uma oportunidade para que ele testasse um dos seus carros. Apesar disso, Martin não conseguiu um acordo para disputar a temporada de Fórmula 1 daquele ano.

## Dono de equipa
Depois de não ter sido contratado pela Jordan para correr em 1993, Donnelly passou a gerenciar uma equipa de Fórmula Vauxhall.

## Volta à ativa
Em 2000, 10 anos após o acidente que quase o matou, Donnelly voltou a correr no Lotus Sport Elise Championship. Em 2004, disputou as 24 Horas de Silversone com um Mazda RX-8, e terminou em 27º lugar.
Em setembro de 2007, aos 43 anos, Donnelly superou outros 35 Lotus Elise para vencer a classe A, em Donington Park. Esta vitória foi seguida de perto pela vitória na segunda corrida do dia do Troféu Elise.

## Atualmente
Donnelly está atualmente a trabalhar como instrutor no desenvolvimento da Comtec Racing. Ele ainda voltaria a pilotar um Lotus 102 semelhante ao usado em 1990 no Festival de Velocidade de Goodwood.
Sua última experiencia no automobilismo foi no BTCC, onde competiu em 3 provas. 

## Resultados na Fórmula 1[1]
(legenda) 
| Ano  | Equipe                          | Chassis    | Motor                | 1         | 2         | 3       | 4         | 5         | 6       | 7        | 8         | 9         | 10      | 11       | 12        | 13        | 14        | 15  | 16  | Pontos | Posição  |
| ---- | ------------------------------- | ---------- | -------------------- | --------- | --------- | ------- | --------- | --------- | ------- | -------- | --------- | --------- | ------- | -------- | --------- | --------- | --------- | --- | --- | ------ | -------- |
| 1989 | Arrows Grand Prix International | Arrows A11 | Ford Cosworth DFR V8 | BRA       | SMR       | MON     | MEX       | EUA       | CAN     | FRA 12 G | GBR       | ALE       | HUN     | BEL      | ITA       | POR       | ESP       | JAP | AUS | 0      | NC (34º) |
| 1990 | Camel Team Lotus                | Lotus 102  | Lamborghini 3512 V12 | EUA DNS G | BRA Ret G | SMR 8 G | MON Ret G | CAN Ret G | MEX 8 G | FRA 12 G | GBR Ret G | GER Ret G | HUN 7 G | BEL 12 G | ITA Ret G | POR Ret G | ESP DNS G | JAP | AUS | 0      | NC (20º) |